# مبارز خیابانی (فیلم ۱۹۹۴)
مبارز خیابانی (به انگلیسی: Street Fighter) فیلمی به کارگردانی و نویسندگی استیون ئی. ده سوزا و تهیه‌کنندگی ادوارد آر. پرسمن، کنزو تسوجیموتو و آکیو ساکای محصول سال ۱۹۹۴ میلادی است.

## بازیگران
- ژان کلود ون دام در نقش Colonel Guile
- رائول هولیا در نقش Bison
- مینگ-نا ون در نقش Chun-Li
- دامیان چاپا در نقش Ken
- کایلی مینوگ در نقش Cammy
- سیمون کالو در نقش A.N. Official
- بایرون من در نقش Ryu
- روشن ست در نقش Dhalsim
- اندرو براینیارسکی در نقش Zangief
- گرند ال. بوش در نقش Balrog
- رابرت مأمون در نقش Carlos Blanka
- میگوئل ای. نونیز جونیور در نقش Dee Jay
- گرگ رینواتر در نقش T. Hawk
- کنیا ساوادا در نقش Captain Sawada
- جای تاوار در نقش Vega
- پیتر توئی‌آساسوپا در نقش [Honda
- وس استودی در نقش Sagat